# Chichimá Sabinal
Chichimá Sabinal är en ort i Mexiko.   Den ligger i kommunen Comitán Municipality och delstaten Chiapas, i den sydöstra delen av landet, 800 km öster om huvudstaden Mexico City. Chichimá Sabinal ligger 1 580 meter över havet och antalet invånare är 372.
Terrängen runt Chichimá Sabinal är kuperad västerut, men österut är den platt. Runt Chichimá Sabinal är det ganska tätbefolkat, med 96 invånare per kvadratkilometer. Närmaste större samhälle är Comitán, 5,8 km norr om Chichimá Sabinal. I omgivningarna runt Chichimá Sabinal växer huvudsakligen savannskog.